# Allantodia stenochlamys
Allantodia stenochlamys là một loài thực vật có mạch trong họ Woodsiaceae. Loài này được (C. Chr.) Ching ex W.M. Chu miêu tả khoa học đầu tiên năm 1999.